# Kantaxantin
Kantaxantin je xantofyl (tedy karotenoid) a zároveň pigment. Je v přírodě poměrně běžný, poprvé byl izolován z některých jedlých hub, ale nalezen byl i v zelených řasách, bakteriích, korýších, rybách (kapr, mořanovití, cípalovití). Značí se jako E161g.
Kantaxantin se někdy přidává do krmiva pro drůbež, chovné lososy a pstruhy. Takto krmená zvířata pak mají intenzivněji zbarvený žloutek u drůbeže, respektive maso u pstruhů a lososů.
Kantaxantin se při dlouhodobém nadměrném příjmu (například jako součást „opalovacích tabletek“) může hromadit v sítnici a způsobit její poškození (retinopatii).